# Claus Jürgen Diederichs

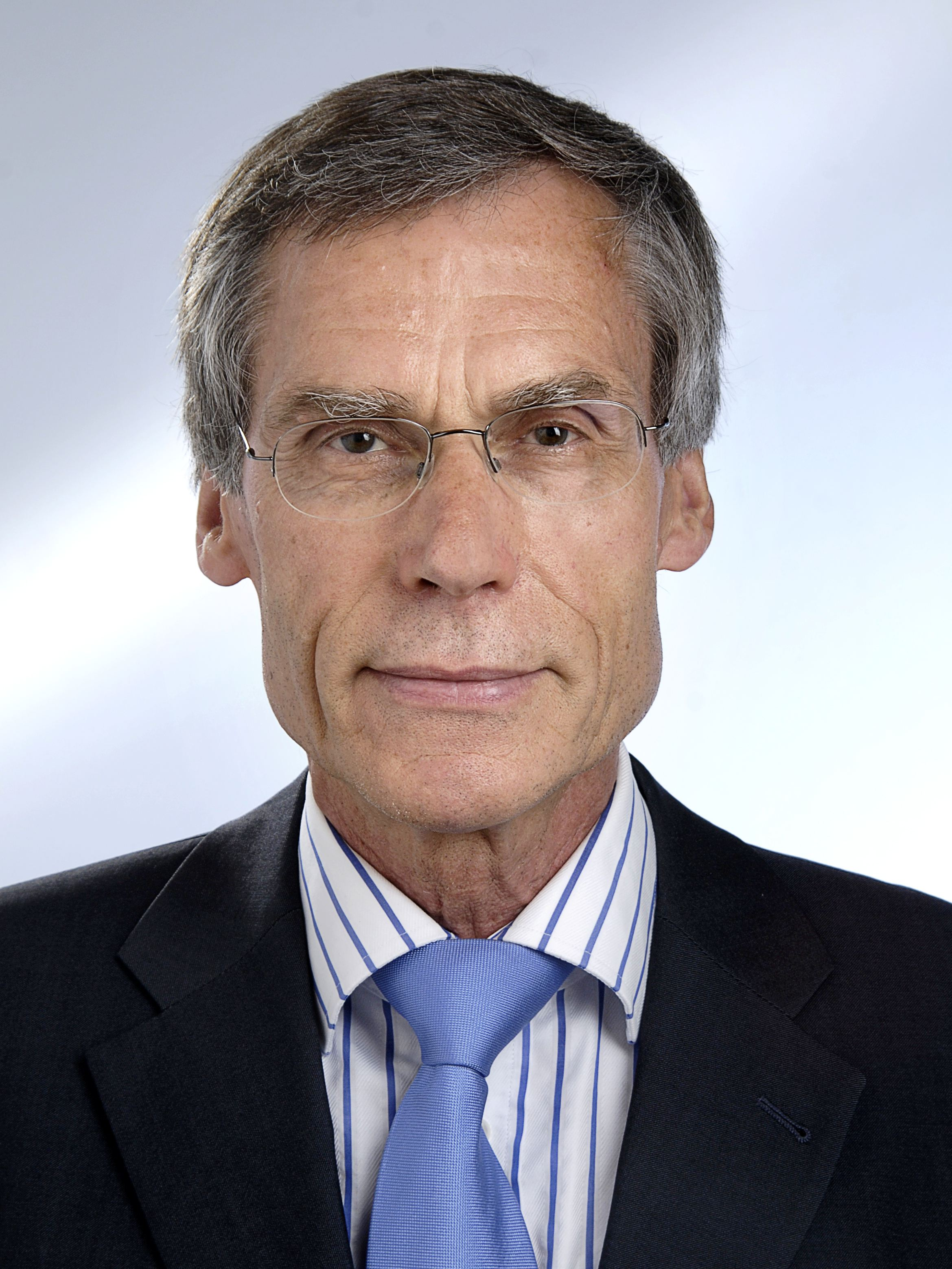
Claus Jürgen Diederichs (2009/10)

Claus Jürgen Diederichs (* 14. Juni 1941 in Neustrelitz, Mecklenburg-Vorpommern) ist ein deutscher Bauingenieur. Von 1981 bis 2006 war er als Professor für Bauwirtschaft und Baumanagement an der Bergischen Universität Wuppertal tätig. Seit 1979 ist er öffentlich bestellter und vereidigter Sachverständiger der Industrie- und Handelskammer für München und Oberbayern für Projektsteuerung, Abrechnung und Honorare im Hoch- und Ingenieurbau.

## Leben und Leistungen
Nach Abitur 1961 und Wehrdienst nahm er 1962 ein Studium des Bauingenieurwesens an der Technischen Universität München mit der Vertiefung Konstruktiver Ingenieurbau sowie Baubetrieb und Tunnelbau auf. 1967 schloss er es als Diplom-Ingenieur ab. 1968 nahm er ein Promotionsstipendium der VolkswagenStiftung und 1970 ein Aufbaustudium 'Arbeits- und Wirtschaftswissenschaften' an der TU München auf. Er promovierte 1969 zum Dr.-Ing. am Lehrstuhl für Tunnelbau und Baubetriebslehre der TU München bei Georg Burkhardt mit dem Thema Exogene Produktionsbedingungen in der Netzplantechnik unter besonderer Berücksichtigung von Sperrperioden.
Ab 1967 war Diederichs in einem Münchner Ingenieurbüro tätig. 1968 wurde er Wissenschaftlicher Assistent an der TU München im Fach Baubetrieb. Ab 1970 wechselte er wieder in ein Münchner Ingenieurbüro und wurde dort Geschäftsführer. 1978 gründete er sein Unternehmen DU Diederichs Unternehmens- und Projektberatung in Eichenau bei München. 1981 wurde Diederichs Professor des neu geschaffenen Lehrstuhls für Bauwirtschaft und Baumanagement der Bergischen Universität Wuppertal und leitete diesen bis 2006 mit den Schwerpunkten Bauwirtschaftslehre, Unternehmensführung, Immobilien- und Baumanagement sowie Öffentliches und Privates Baurecht. Der Ruf bewirkte u. a. die Gründung von Niederlassungen und Projektbüros in Wuppertal und Bonn. Nach 1990 entstand eine Niederlassung in Berlin, die 1996 Hauptsitz wurde. Seit 2002 ist Diederichs Aufsichtsratsvorsitzender der DU Diederichs Projektmanagement AG & Co. KG, die im Jahr 2022 in Diederichs Projektmanagement AG & Co. KG umbenannt wurde.
Von 1979 bis 2009 war und seit 2014 ist er zudem öffentlich bestellter und vereidigter Sachverständiger der Industrie- und Handelskammer für München und Oberbayern für Projektsteuerung, Abrechnung und Honorare im Hoch- und Ingenieurbau. Im Rahmen einer Arbeitsgruppe der Deutschen Gesellschaft für Projektmanagement e. V. entwarf er bereits 1984 das Leistungsbild Projektsteuerung. Dieses wurde zu einer Grundlage für die Untersuchungen zum Leistungsbild und zur Honorierung für die Projektsteuerung, die unter seiner Federführung weite Verbreitung im deutschsprachigen Raum gefunden haben. 1984 gründete er den Deutschen Verband der Projektmanager in der Bau- und Immobilienwirtschaft e. V. (DVP) in Berlin mit, dessen 1. Vorsitzender er von 1990 bis 2004 war. 2005 bekam er den Titel des Ehrenvorsitzenden des DVP verliehen. 1986 gründete er den Arbeitskreis der Professoren für Bauwirtschaft, Baubetrieb und Baumanagement (BBB) an Technischen Universitäten in Deutschland, Österreich und der Schweiz, den er bis 2004 leitete. Von 1990 bis 2000 war er Dozent an der EBS Universität für Wirtschaft und Recht in Oestrich-Winkel und Berlin für Projektentwicklung und Projektsteuerung. Diederichs gründete im Jahr 1992 das Institut für Baumanagement an der Bergischen Universität Wuppertal, das er bis 2006 leitete. Von 1993 bis 2006 und seit 2018 war bzw. ist er Leiter von drei Fachkommissionen beim Ausschuss der Verbände und Kammern der Ingenieure und Architekten für die Honorarordnung (AHO).
Im Juni 2001 war er in Cannes Gründungsmitglied und ab Vereinsgründung von 2003 bis 2004 der 1. Vorsitzende der International Construction Project Management Association ICPMA.
Von 2001 bis 2019 war Diederichs Hauptgesellschafter der DSB+IQ-Bau GbR Diederichs Peine Sachverständige Bau + Institut für Baumanagement, ein Fachbüro für Gutachten zu Honorar- und Vergütungsfragen mit Sitz in Eichenau bei München und Niederlassungen/Projektbüros in Berlin und Köln. Seit 2006 ist er ehrenamtlich in der außergerichtlichen Streitbeilegung als Mitglied des Deutschen Baugerichtstages tätig. Diederichs war Initiator und von 2003 bis 2006 Leiter des akkreditierten berufsbegleitenden Weiterbildungsstudienganges Master of Science in Real Estate Management + Construction Project Management an der Bergischen Universität Wuppertal und der University of Reading bei London bzw. seit 2010 an der Business School der University of Aberdeen.
Er verfasste zahlreiche Schriften zur Bauwirtschaftslehre, zur Unternehmensführung und zum Immobilien- und Projektmanagement.
Seit vielen Jahren bemüht sich Diederichs um die Stärkung der Außergerichtlichen Streitbeilegung in Deutschland, u. a. die Adjudikation. Am 19. Dezember 2013 wurde er zum 1. Vorsitzenden der neu gegründeten DGA-Bau Deutsche Gesellschaft für Außergerichtliche Streitbeilegung in der Bau- und Immobilienwirtschaft gewählt. Seit 2020 ist er deren Ehrenvorsitzender.

## Auszeichnungen
- 2005: Ehrenvorsitzender des Deutschen Verbandes der Projektmanager in der Bau- und Immobilienwirtschaft e. V. (DVP)
- 2007: Fellow des Berufsverbands der Royal Institution of Chartered Surveyors[2]
- 2020: Ehrenvorsitzender der DGA-Bau Deutsche Gesellschaft für Außergerichtliche Streitbeilegung in der Bau- und Immobilienwirtschaft e. V.

## Schriften (Auswahl)
- DVP-Verlag, Berlin, 2013 Außergerichtliche Streitbeilegung – Materialien 1, Schriftreihe des DVP (Hrsg.)
- DVP-Verlag, Berlin, 2010 Notwendigkeit der Einführung der gesetzlichen Adjudikation als außergerichtliches Streitbeilegungsverfahren auch in Deutschland
- DVP-Verlag, Berlin, 2007 Analyse und Bewertung von Software für das Projektmanagement, als Leiter des DVP-Arbeitskreises IT-Tools
- Springer-Verlag, Berlin-Heidelberg, 2011 Handbuch für Bauingenieure, 2. Auflage, Hrsg. Zilch, K./Diederichs, C. J./Katzenbach, R./Beckmann, K. J.
- Springer-Verlag, Berlin-Heidelberg, 2006 Immobilienmanagement im Lebenszyklus – Projektentwicklung, Projektmanagement, Facility Management, Immobilienbewertung, 2. erweiterte Auflage
- Springer-Verlag, Berlin-Heidelberg, 2005 Führungswissen für Bau- und Immobilienfachleute 1 – Grundlagen, 2. erweiterte Auflage
- AHO, Bundesanzeiger-Verlag, Köln, 2004 Arbeitshilfen zur Vereinbarung von Leistungen und Honoraren für den Planungsbereich „Baufeldfreimachung“, als Leiter der AHO-Fachkommission „Baufeldfreimachung/Altlasten“, Heft Nr. 18
- Bauverlag, Wiesbaden – Berlin, 1996 Handbuch der strategischen und taktischen Bauunternehmensführung
- DVP-Verlag, Berlin, 1994 Leitfaden zum Projektsteuerungsvertrag, in: Diederichs, C. J. (Hrsg.): DVP-Informationen 1994
- DVP-Verlag, Berlin, 1985 Wirtschaftlichkeitsberechnungen, Nutzen-Kosten-Untersuchungen, Allgemeine Grundlagen und spezielle Anwendungen im Bauwesen
- DVP-Verlag, Berlin, 1984 Kostensicherheit im Hochbau
- 2000–2009: Mitherausgeber der NZBau im Beck Verlag Frankfurt/M. – München.